# Cantone di Bayonne-Ovest
Il Cantone di Bayonne-Ovest era una divisione amministrativa dell'arrondissement di Bayonne.
È stato soppresso a seguito della riforma complessiva dei cantoni del 2014, che è entrata in vigore con le elezioni dipartimentali del 2015.
Comprendeva parte della città di Bayonne.